# Gniewkowo (Górowo Iławeckie)
Gniewkowo (deutsch Gottesgnade) war ein kleiner Ort in der polnischen Woiwodschaft Ermland-Masuren. Die Ortsstelle liegt im Gebiet der Gmina Górowo Iławeckie (Landgemeinde Landsberg) im Powiat Bartoszycki (Kreis Bartenstein).

## Geographische Lage
Gniewkowo liegt in der nördlichen Mitte der Woiwodschaft Ermland-Masuren, 21 Kilometer südwestlich der einstigen Kreisstadt Preußisch Eylau (heute russisch Bagrationowsk) und 32 Kilometer nordwestlich der heutigen Kreisstadt Bartoszyce (deutsch Bartenstein).

## Geschichte
Der ursprünglich Barßlack, vor 1785 Barchlack genannte Ort wurde 1693 gegründet; er war als Vorwerk ein Wohnplatz im Gutsbezirk Groß Steegen (polnisch Stega Wielka). Er gehörte zum gleichnamigen Amtsbezirk im Kreis Preußisch Eylau im Regierungsbezirk Königsberg in der preußischen Provinz Ostpreußen.
Am 30. September 1928 wurde das Vorwerk Gottesgnade aus dem Gutsbezirk Groß Steegen in die Landgemeinde Sangnitten (polnisch Sągnity) im Amtsbezirk Wildenhoff (polnisch Dzikowo Iławeckie) umgegliedert.
Als 1945 in Kriegsfolge das gesamte südliche Ostpreußen an Polen überstellt wurde, war auch Gottesgnade davon betroffen. Es erhielt die polnische Namensform Gniewkowo und wurde nach Sągnity eingegliedert. Somit gehört die heutige Ortsstelle zum Gebiet der Gmina Górowo Iławeckie (Landgemeinde Landsberg) im Powiat Bartoszycki (Kreis Bartenstein), bis 1998 der Woiwodschaft Olsztyn (Allenstein), seither der Woiwodschaft Ermland-Masuren zugehörig. Gniewkowo ist in der Ortschaft Sągnity aufgegangen.

## Kirche
Bis 1945 war Gottesgnade in das Kirchspiel der evangelischen Kirche in Kanditten (polnisch Kandyty) im Kirchenkreis Preußisch Eylau in der Kirchenprovinz Ostpreußen der Evangelischen Kirche der Altpreußischen Union sowie in die katholische Pfarrei in Landsberg (Ostpr.) (polnisch Górowo Iławeckie) im damaligen Bistum Ermland eingepfarrt. Heute orientiert sich die kirchliche Zugehörigkeit an den kirchlichen Verbindungen des Ortes Sągnity.

## Verkehr

### Straße
Die Ortsstelle Gniewkowos liegt in der polnischen Grenzregion zur russischen Oblast Kaliningrad (Königsberger Gebiet). Sie liegt abseits des Verkehrsgeschehens an einer Nebenstraße, die Sągnity (Sangnitten) mit Skarbiec (Schatzberg) verbindet.

### Schiene
Eine direkte Bahnanbindung bestand für Gottesgnade bzw. Gniewkowo nicht. Bis 1991 bzw. 2007 war Sangnitten/Sągnity die nächste Bahnstation an der Bahnstrecke Rothfließ–Zinten (polnisch Czerwonka – russisch Kornewo), die nicht mehr besteht.